# Lương Văn Thao
Lương Văn Thao (* 9. September 1995) ist ein Leichtathlet, der sich auf die Sprint-Distanzen spezialisiert hat.

## Sportliche Laufbahn
Erste internationale Erfahrungen sammelte Lương Văn Thao im Jahr 2015, als er bei den Südostasienspielen in Singapur in 47,16 s den vierten Platz im 400-Meter-Lauf belegte und mit der vietnamesischen 4-mal-400-Meter-Staffel in 3:08,48 min die Bronzemedaille hinter den Teams aus Thailand und den Philippinen gewann. Zwei Jahre später schied er bei den Südostasienspielen in Kuala Lumpur im 200-Meter-Lauf mit 21,51 s in der ersten Runde aus und erreichte über 400 Meter in 47,60 s Rang sechs, während er mit der Staffel mit neuem Landesrekord von 3:07,40 min die Silbermedaille hinter Thailand gewann. 2019 wurde er bei den Südostasienspielen in Capas in 21,14 s Vierter über 200 Meter und siegte mit der Staffel in 3:08,07 min.
2015 wurde Lương vietnamesischer Meister im 400-Meter-Lauf sowie 2017 über 200 Meter.

## Persönliche Bestleistungen
- 200 Meter: 21,14 s (0,0 m/s), 7. Dezember 2019 in Capas
- 400 Meter: 47,02 s, 29. Juli 2016 in der Ho-Chi-Minh-Stadt